# 107 до н. е.

## Події
- Повстання Савмака в Боспорі;